# Libera (álbum)
Libera es un álbum de 1999 del grupo de voces blancas londinense Libera. Se trata del sexto álbum de estudio, y el primero que publican bajo el nombre de Libera. Alcanzó el puesto 14 en la lista US Class.

## Estilo
Partiendo de la coral clásica, Prizeman introduce toda una serie de elementos que van desde una variada gama de instrumentación (incluyendo electrónica) a un ritmo hip-hop que convierten el álbum en "una mezcla fascinante entre el pasado y el futuro". La composición se centra fundamentalmente en las voces, sirviendo la instrumentación como apoyo. El estilo puede clasificarse como crossover clásico y neoclásico. Todos los temas fueron compuestos por Prizeman; sólo dos de ellos se inspiran en composiciones previas: «Sanctus» es una versión vocal del Canon de Pachelbel con un tempo más rápido, y «Te Lucis» se basa en el Canon de Tallis.

## Historia
El grupo de voces blancas Angel Voices tenía su origen en el coro de St. Philip (Norbury), que en 1987 creó un grupo con ese nombre para los chicos que, además de desempeñar las funciones propias del coro, quisieran participar en un proyecto que el director Robert Prizeman estaba desarrollando, y que implicaba la publicación de álbumes y la celebración de conciertos fuera de la iglesia. Bajo esta denominación, la agrupación publicó cinco álbumes de estudio entre 1988 y 1997.
En 1995 habían publicado un sencillo titulado “Libera” que no estaba incluido en ningún álbum, en el que el solista principal era Daren Geraghty y para el que rodaron un videoclip. El tema fue presentado en el espacio televisivo británico Blue Peter con el título “De Profundis”, y el grupo se presentó a sí mismo como Libera. Sin embargo, hasta 1997, siguieron grabando álbumes con el nombre de Angel Voices.
No es hasta 1999 cuando el grupo pasa a llamarse oficialmente Libera, con el lanzamiento del álbum homónimo, que además incluye entre sus canciones el sencillo citado.
Este álbum incluía doce temas y fue puesto a la venta el 24 de septiembre de 1999 bajo el sello discográfico EMI Classics (posteriormente absorbido por Warner Classics en julio de 2013).

## Lista de canciones
Todas las canciones escritas y compuestas por Robert Prizeman, excepto 2 (versión coral del Canon de Pachelbel) y 9 (basada en el Canon de Tallis). 
| N.º   | Título                  | Duración |  |
| 1.    | «Salva Me (for chorus)» | 3:30     |  |
| 2.    | «Sanctus»               | 3:40     |  |
| 3.    | «Agnus Dei»             | 2:53     |  |
| 4.    | «Libera (for chorus)»   | 4:01     |  |
| 5.    | «Mysterium»             | 4:32     |  |
| 6.    | «Jubilate»              | 4:06     |  |
| 7.    | «Beata Lux»             | 4:25     |  |
| 8.    | «Dies Irae»             | 4:21     |  |
| 9.    | «Te Lucis»              | 3:01     |  |
| 10.   | «Sancta»                | 3:47     |  |
| 11.   | «Angelis»               | 4:29     |  |
| 12.   | «Lux Aeterna»           | 6:24     |  |
| 49:09 |                         |          |  |

## Créditos
- Robert Prizeman - Composición, arreglos, adaptación, productor[6]
- Ian Tilley - Productor
- Alex Barron - Vocalista
- Julia Hember - Fotografía
- Liberace - Ensemble